# Білоруси в Німеччині

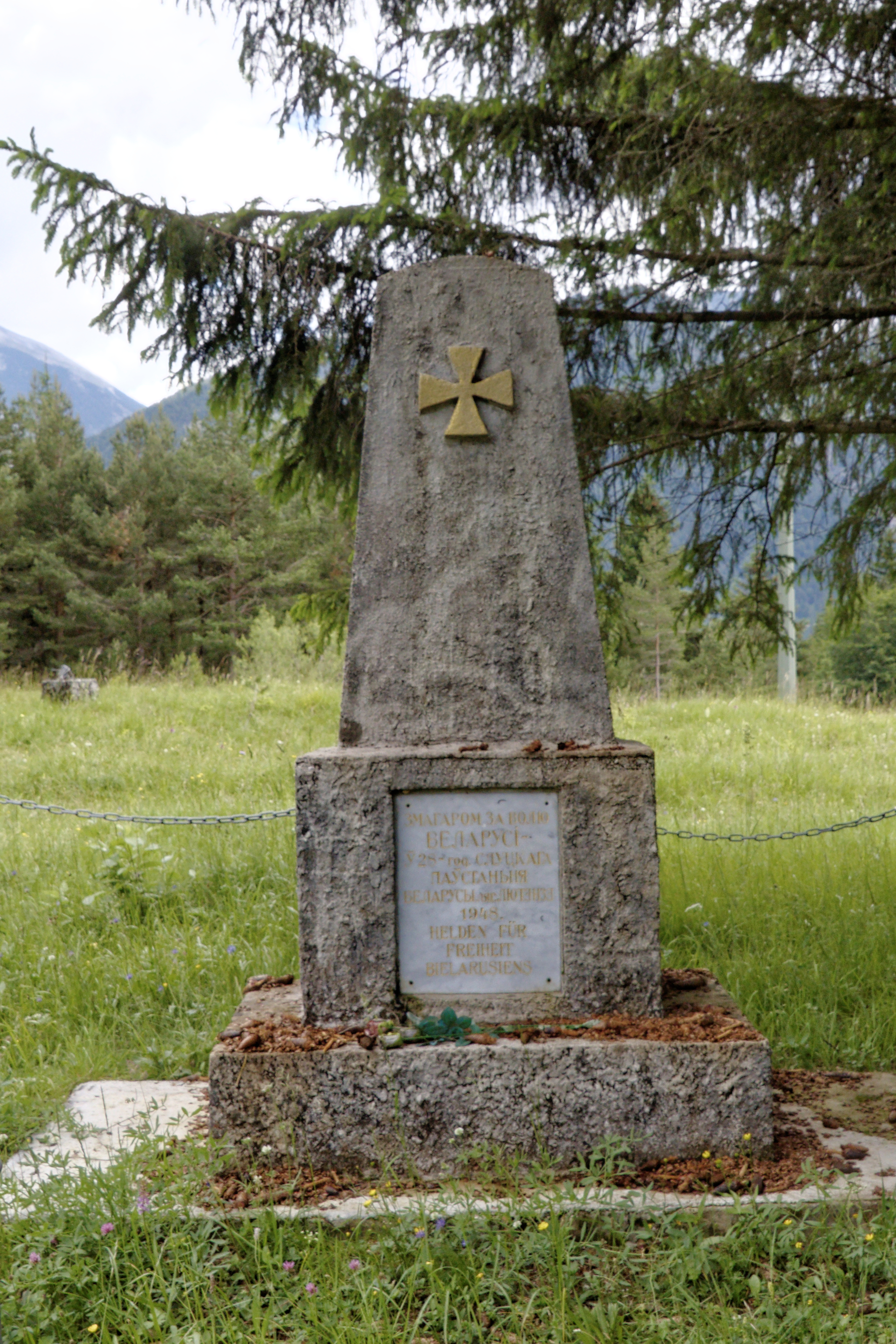
Пам'ятник «Бійцям за свободу Білорусі» в місті Міттенвальде, встановлений білоруською діаспорою в Німеччині до 28-ї річниці Слуцького повстання

Білоруси в Німеччині (нім. Belarussen in Deutschland) — це білоруська діаспора в Німеччині. Це громадяни Німеччини або особи білоруського походження. За переписом 2020 року, у Німеччині проживали 24 250 білорусів.

## Історія
Сучасна еміграція розпочалася на початку 1990-х. На сьогодні в Німеччині існує дві організації білорусів: «Згуртаваньне беларусаў у Нямеччыне» (голова — Йосип Павлович) та «Зьвяз беларусаў Нямеччыны» (голова — Євген Мурашко).
9 серпня 2020 року було засновано Білоруську соціокультурну асоціацію RAZAM e.V.

## Відомі люди

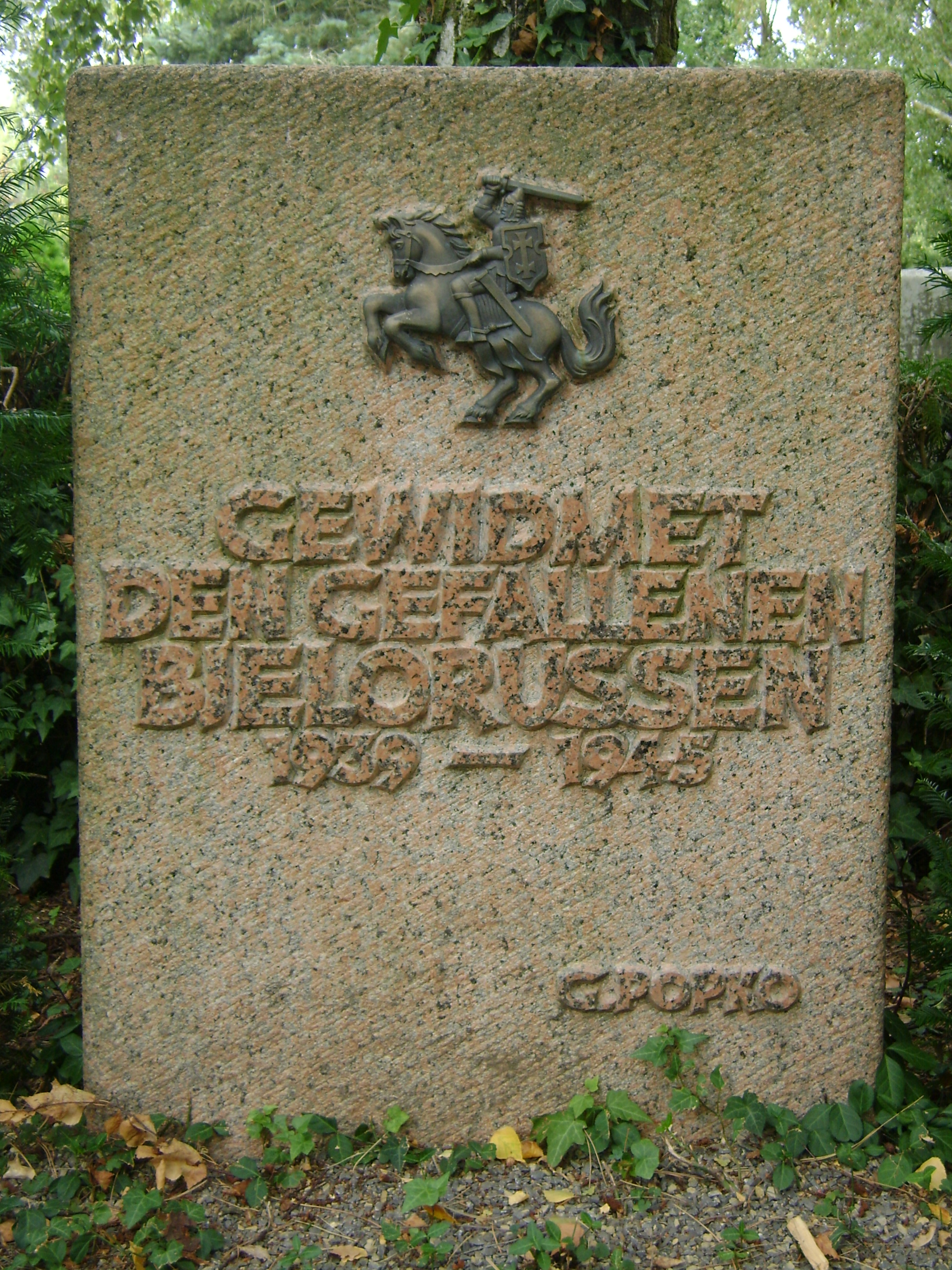
Пам'ятник білорусам, загиблим у 1939 — 1945 роках у місті Ляймен, встановлений Юрієм Живицею

- Обрамова Надія Олександрівна — письменниця, журналістка, одна з керівниць Союзу Білоруської молоді;
- Алкаєв Олег Леонідович — автор книги «Расстрэльная каманда»;
- Баровський Андрій — керівник дипломатичної місії БНР в Берліні;
- Вержбалович Барбара Іванівна — співачка;
- Вітан-Дубейкавська Юліяна — мистецтвознавчиня, педагогиня, мемуаристка;
- Живиця Юрій — громадський діяч, письменник, журналіст;
- Зарічний Людвіг — воєнно-політичний діяч, прозаїк, історик, громадський діяч;
- Ілляшевич Хведор — білоруський поет, прозаїк, історик, громадський діяч;
- Микола Іванович Іноземцев — митрополит;
- Кандибович Сімон — державний діяч, історик;
- Карась Левон — журналіст, громадський діяч;
- Касмович Дмитро — політичний і громадський діяч, видавець;
- Кит Борис Володимирович — громадський діяч, педагог, математик, фізик, конструктор американської ракетної техніки;
- Москалик Михась — релігійний і культурно-громадський діяч;
- Маргович Олесь — журналіст, громадський діяч, видавець;
- Сабалевський Юрій Олександрович — політичний і національний діяч, посол на Сеймі Другої Речі Посполитої;
- Соловей Володимир — релігійний діяч білоруської діаспори в Західній Німеччині;
- Свирид Павло — громадський діяч, юрист;
- Сенько Володимир — військовий діяч;
- Сич Петро — письменник, мемуарист;
- Урбан Павло — діяч білоруської еміграції, історик;
- Цвірка Володимир — діяч білоруської еміграції;
- Чапега Володимир Петрович — перекладач;
- Шила Микола — громадський і культурний діяч, журналіст, редактор;
- Востриков Цімох — воєнно-політичний діяч, видавець.